# Tropidion subcruciatum
Tropidion subcruciatum är en skalbaggsart som först beskrevs av White 1855.  Tropidion subcruciatum ingår i släktet Tropidion och familjen långhorningar.
Artens utbredningsområde är:
- Guyana.
- Surinam.
- Venezuela.

Inga underarter finns listade i Catalogue of Life.